# Winfield Schley
Winfield Scott Schley (ur. 10 października 1839 w Frederick County w stanie Maryland, zm. 2 października 1911 w Nowym Jorku) − amerykański oficer marynarki, uczestnik wojny amerykańsko-hiszpańskiej, zwycięzca w bitwie pod Santiago de Cuba 3 lipca 1898 roku.

## Życiorys
Winfield Scott Schley wstąpił do United States Naval Academy w 1856 roku i, po ukończeniu studiów cztery lata później, został przydzielony do załogi fregaty USS „Niagara”. Na jej pokładzie wziął udział w blokadzie Charlestonu podczas wojny secesyjnej. Jego kolejnym przydziałem była fregata „Potomac” a od 1862 roku kanonierka „Winona”. W 1864 roku został zastępcą dowódcy USS „Wateree”, z którym został wysłany na Ocean Spokojny.
Po zakończeniu wojny secesyjnej wziął udział w tłumieniu rozruchów na peruwiańskich wyspach Chincha i interwencji w obronie interesów amerykańskich w La Unión w Salwadorze. W 1871 roku dowodził jednym z amerykańskich okrętów podczas ekspedycji koreańskiej. W 1884 roku z kolei stanął na czele misji ratunkowej, wysłanej do Arktyki dla ocalenia członków ekspedycji polarnej Adolphusa Greely, zakończonej częściowym sukcesem: uratowano życie siedmiu (w tym dowódcy) z dwudziestu pięciu ludzi.
W marcu 1898 roku, w związku z narastającym napięciem w stosunkach z Hiszpanią, powołano do życia Lotną Eskadrę (Flying Squadron), mającą za zadanie chronić wybrzeża Stanów Zjednoczonych przed ewentualnym atakiem. Jej dowódcą został mianowany Winfield Schley, w stopniu komodora. W czerwcu Lotna Eskadra, wraz z okrętami North Atlantic Station kontradmirała (tymczasowego) Williama T. Sampsona, zablokowała w zatoce Santiago de Cuba siły hiszpańskie, dowodzone przez admirała Pascuala Cerverę. 3 lipca 1898 roku doszło do bitwy morskiej, w której Amerykanie odnieśli całkowite zwycięstwo. Jego autorstwo stało się przyczyną poważnych kontrowersji pomiędzy zwycięskimi dowódcami. Ponieważ admirał Sampson odpłynął tego dnia na spotkanie z dowódcą sił lądowych na Kubie, faktyczne dowodzenie zespołem objął komodor Schley i to on dał sygnał do bitwy. W związku z tym, już po zakończeniu wojny, obaj adwersarze rozpoczęli kampanię przeciwko sobie, co doprowadziło nawet do postępowania sądowego. Marynarka uznała zasługi obydwu, promując ich do stopnia kontradmirała, jednak wzajemna wrogość doprowadziła ostatecznie do krachu ich kariery. Admirał Schley został emerytowany w 1901 roku, admirał Sampson rok później, i wkrótce zmarł. Winfield Schley przeżył go o dziewięć lat. Obaj zostali pochowani na Arlington National Cemetery.
Na cześć admirała Winfielda Schleya został nazwany niszczyciel USS „Schley”.